# آگوستینو دپرتیس
آگوستینو دپرتیس (انگلیسی: Agostino Depretis؛ ۳۱ ژانویهٔ ۱۸۱۳ – ۲۹ ژوئیهٔ ۱۸۸۷) یک سیاست‌مدار و دیپلمات اهل پادشاهی ایتالیا بود.